# 101960 Molau
101960 Molau este un asteroid din centura principală de asteroizi.

## Descriere
101960 Molau este un asteroid din centura principală de asteroizi. A fost descoperit pe 11 septembrie 1999 la Drebach de André Knöfel. Asteroidul prezintă o orbită caracterizată de o semiaxă mare de 2,31 ua, o excentricitate de 0,22 și o înclinație de 0,4° în raport cu ecliptica.